# 混合器 (ヘテロダイン)

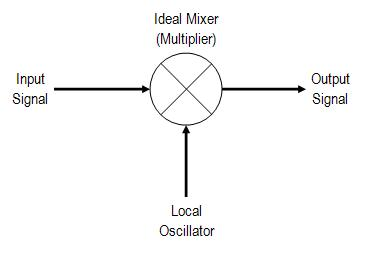
混合器の記号

アナログ乗算器としての混合器（こんごうき）とは、2つの異なる周波数成分 {\displaystyle f_{1}\,\!} と {\displaystyle f_{2}\,\!} の電圧信号を入力し、両信号に対して乗算の演算を行う回路である。乗算器（混合器）の乗算演算は、その演算結果として、ヘテロダインの原理により、その和と差の周波数成分 {\displaystyle f_{1}\pm f_{2}} の信号電圧を出力する。
混合回路、周波数混合器、周波数混合回路、ミキサ、ミキサ回路、周波数変換器（英: frequency converter）、周波数変換回路、周波数コンバータ等とも呼ばれる。

## 概要
2つの異なる周波数 {\displaystyle f_{1}\,\!} および {\displaystyle f_{2}\,\!} の電圧信号を入力して、両信号に対して乗算の演算を行い、その乗算結果を出力する回路を混合器と呼ぶ。乗算演算の結果として、混合器の出力には、それらの周波数の和または差の周波数 {\displaystyle f_{1}+f_{2}\,\!} または {\displaystyle f_{1}-f_{2}\,\!} の信号を取り出すことができる。
送信機や受信機、特にスーパーヘテロダイン受信機やダイレクトコンバージョン受信機等で周波数を変換したい時によく用いられる回路である。かつてアマチュア無線でよく使われていた、トランスバーター（ある周波数帯を別の周波数帯に変換して送受信できる付加機器）も同様である。

## 原理
2 つの異なる周波数の信号 {\displaystyle f_{1}\,\!} と {\displaystyle f_{2}\,\!} とは、次のように表すことができる。
{\displaystyle \sin 2\pi f_{1}t=\sin \omega _{1}t\,\!}

{\displaystyle \sin 2\pi f_{2}t=\sin \omega _{2}t\,\!}

（ただし、{\displaystyle \omega _{1}=2\pi f_{1}\,\!}、{\displaystyle \omega _{2}=2\pi f_{2}\,\!}）
混合器は、これら 2 つの周波数の信号を乗算して、次の式で表される信号の積を出力する。これは、トランジスタやFET、真空管等の素子が非線形で動作する領域を利用して行う。
{\displaystyle \sin \omega _{1}t\sin \omega _{2}t={\dfrac {1}{2}}\cos(\omega _{1}-\omega _{2})t-{\dfrac {1}{2}}\cos(\omega _{1}+\omega _{2})t}　　…… (1)
この乗算の結果、新しい信号 {\displaystyle f_{1}+f_{2}\,\!} と {\displaystyle f_{1}-f_{2}\,\!} とが発生する。LC 共振回路等により、{\displaystyle f_{1}+f_{2}\,\!} または {\displaystyle f_{1}-f_{2}\,\!} のうちの必要な方の信号のみを取り出して出力する。

## 混合器の種類
混合器は、ダイオードを用いる受動型（パッシブ・ミキサ）とトランジスタを用いる能動型（アクティブ・ミキサ）に分類できる。
能動ミキサは利得があるため後続段から発生するノイズを減少させるので、RFシステムでは広く採用されている。一方で、受動ミキサは典型的には線形性と高速性を達成するため、マイクロ波や基地局回路に用途がある。
また、混合器は、2つの入力ポートの単層・差動の種類によって、
1. 2端子ミキサ （トランジスタ、FET、真空管を用いた混合器やダイオード・ミキサ）
2. シングル・バランスド・ミキサ
3. ダブル・バランスド・ミキサ

に分類することもできる。

### トランジスタ、FET、真空管を用いた混合器
2 つの信号を注入する電極により、ベース注入方式・エミッタ注入方式と、AM変調でよく用いられるコレクタ変調方式がある（バイポーラトランジスタを使用した場合）。トランジスタの非線形部分での動作が必要なため、一般的には通常の増幅器に比べコレクタ電流を少なくしたバイアス点を選ぶようにする。
FETや真空管を用いた場合にも、同様の方式が存在する。
デュアル・ゲート FET を使用する場合、{\displaystyle f_{1}\,\!} をゲート 1 に、{\displaystyle f_{2}\,\!} をゲート 2 にそれぞれ注入するという方式で混合器を構成できる。
この方式では、新しい信号 {\displaystyle f_{1}+f_{2}\,\!} と {\displaystyle f_{1}-f_{2}\,\!} の他に、元の周波数 {\displaystyle f_{1}\,\!} と {\displaystyle f_{2}\,\!} も出力してしまうので、フィルタ（回路図中では LC 共振回路）で出力に現れないようにする。

#### ベース注入方式

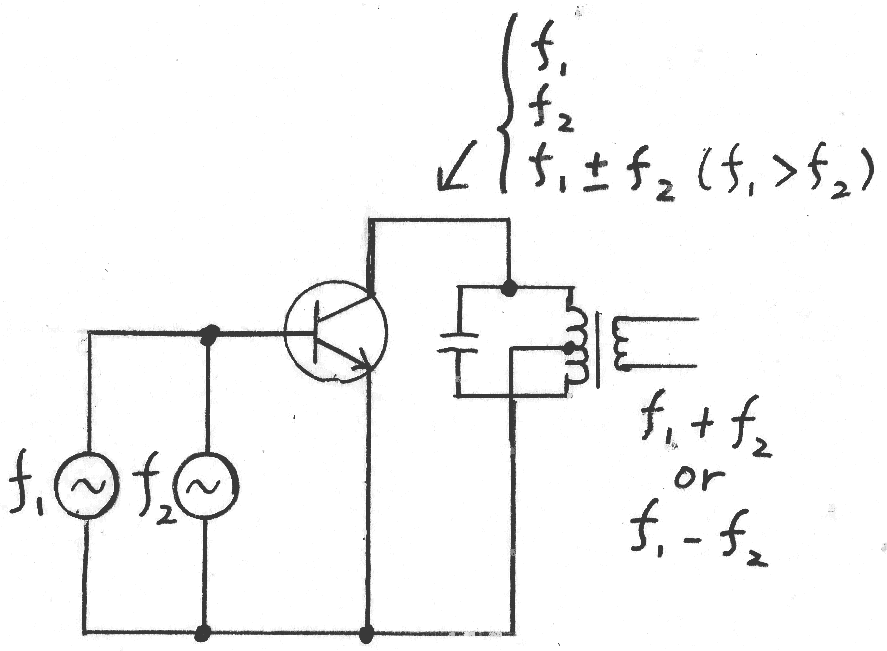
混合器（ベース注入方式）

2 つの信号源を両方ともトランジスタのベース端子に入力する方式である。
利点は、入力信号 {\displaystyle f_{1}\,\!} や {\displaystyle f_{2}\,\!} の信号レベルが小さくできることである。
弱点としては、強力な信号が注入された場合、信号 {\displaystyle f_{1}\,\!} と {\displaystyle f_{2}\,\!}とが干渉し合い、引き込み現象が起こることがあるということである。引き込み現象の例として、たとえばスーパーヘテロダイン受信機の混合器として用いた場合、{\displaystyle f_{1}\,\!} を放送局から受信した信号、{\displaystyle f_{2}\,\!} を局部発振器とすると、放送局からの信号 {\displaystyle f_{1}\,\!} が強力に入感した場合、それが局部発振器 {\displaystyle f_{2}\,\!} に干渉して、発振周波数が不安定になることが挙げられる。ただし、クリスタル・コンバータのように、{\displaystyle f_{2}\,\!} が水晶発振器である場合、引き込み現象は非常に起こりにくい。

#### エミッタ注入方式

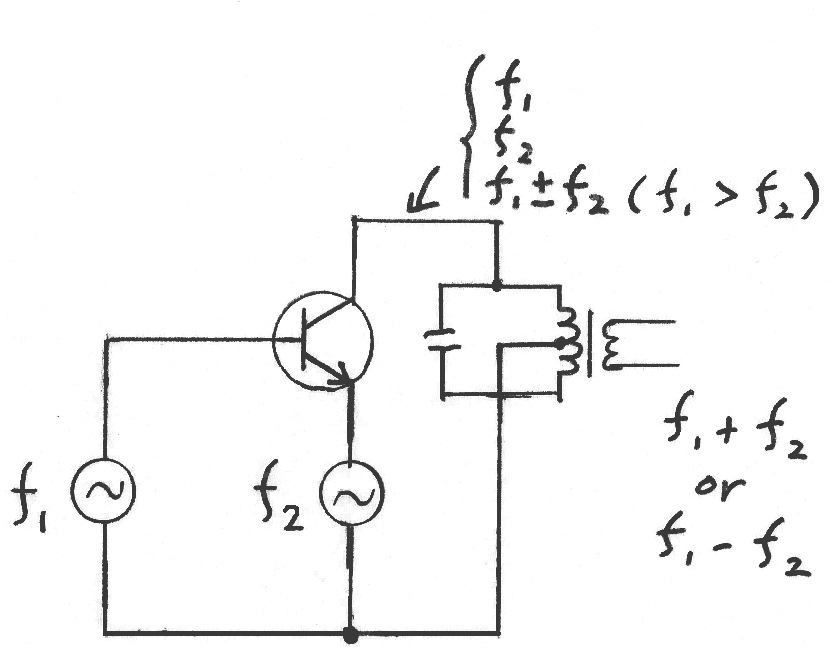
混合器（エミッタ注入方式）

2 つの信号のうち 1 つ（{\displaystyle f_{1}\,\!}）をトランジスタのベース端子に、もう 1 つ（{\displaystyle f_{2}\,\!}）をエミッタ端子に注入する方式である。
利点としては、ベース注入方式で起こるような引き込み現象を起こさないことである。
その一方で、エミッタ端子に注入する {\displaystyle f_{2}\,\!} の信号レベルが大きくないと、混合器として動作しない。

#### コレクタ変調方式

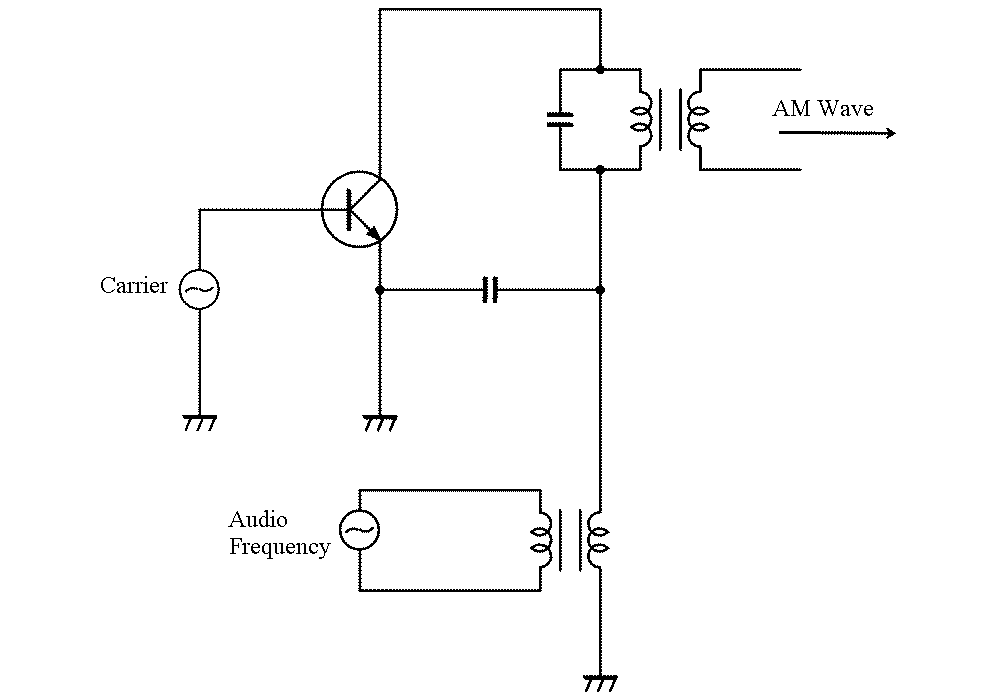
コレクタ変調

2 つの信号のうち 1 つ（{\displaystyle f_{1}\,\!}）をトランジスタのベース端子に、もう 1 つ（{\displaystyle f_{2}\,\!}）をコレクタ端子に注入する方式である。
利点としては、コレクタ電流の飽和領域（直線部分）を使用するため、比較的大きい変調度までひずみの少ない変調波を得ることができることである。
その一方で、変調に必要な電力が大きくなる。

### アンバランス・ミキサ
アンバランス・ミキサーでは、乗算信号を生成するだけでなく、両方の入力信号が通過し、出力の成分として現れる。

#### シングル・バランスド・ミキサ

能動型シングル・バランスド・ミキサ

局部発振器からの信号 LO または RF信号のどちらか入力の片方だけが IF 出力で抑制されるような混合器（ミキサ）を、シングル・バランスド・ミキサと呼ぶ。
入力の片方をバランス（差動)回路とすることで、アンバランス・ミキサよりも、端子間のアイソレーションが改善される。
トランジスタを用いた能動型シングル・バランスド・ミキサのほかにも、ダイオードを2つ用いた受動型シングル・バランスド・ミキサもある。

#### ダブル・バランスド・ミキサ
ダブル・バランスド・ミキサ (double balanced mixer:DBM)とは二重平衡変調器ともいう。
局部発振器からの信号 LO と、RF信号のどちらの入力信号も IF には抑圧されて出力されず、積信号のみが出力される混合器（ミキサ）を ダブル・バランスド・ミキサ と呼ぶ。

##### ダイオード ダブル・バランスド・ミキサ

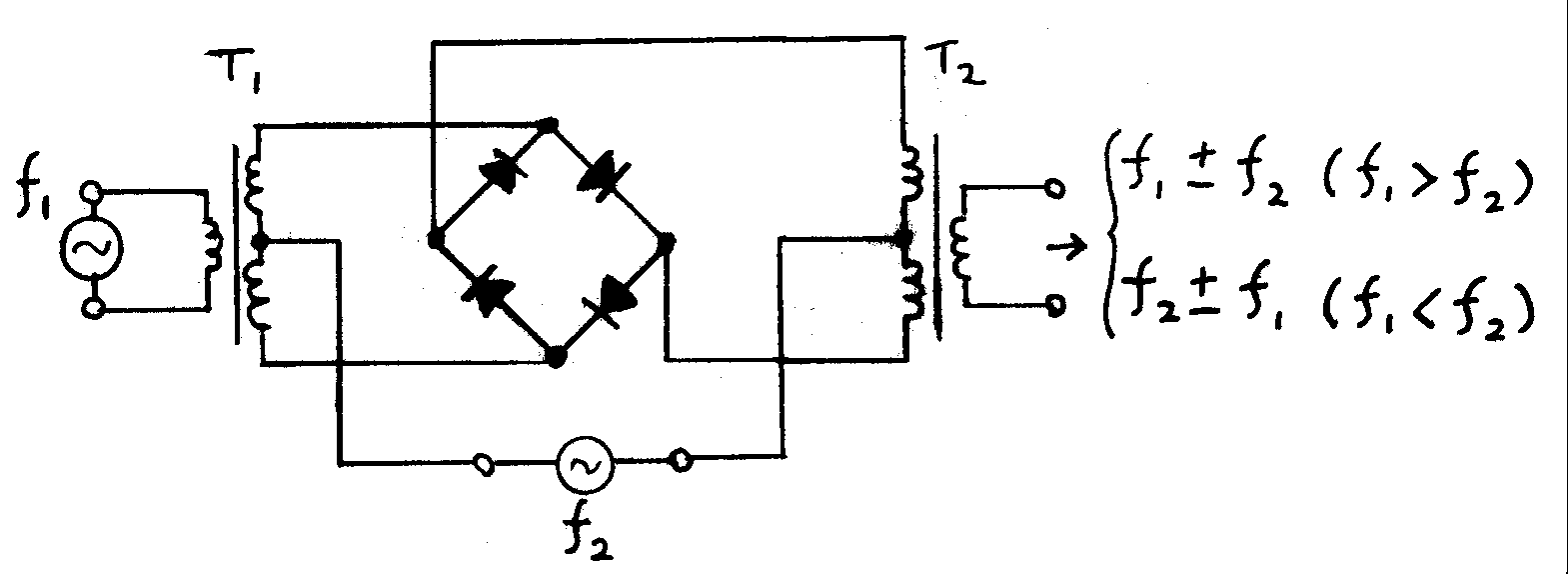
ダイオード ダブル・バランスド・ミキサ

ダイオード ダブル・バランスド・ミキサ は 4 本のダイオードと 2 つの高周波トランスとで構成され、
リング変調回路 とも呼ばれる。
図のように信号 {\displaystyle f_{1}\,\!} と {\displaystyle f_{2}\,\!} とをダイオード ダブル・バランスド・ミキサ に入力すると、出力側のトランス T2 からは、#原理の式 (1) で示されるように、{\displaystyle f_{1}+f_{2}\,\!} と {\displaystyle f_{1}-f_{2}\,\!} とが出力される（{\displaystyle f_{1}>f_{2}\,\!} の場合）。ダブル・バランスド・ミキサ では信号がバランスされているため、{\displaystyle f_{1}\,\!} および {\displaystyle f_{2}\,\!} は出力されない。ダブル・バランスド・ミキサ の出力端子にフィルタ回路を接続し、2 つの信号の和または差のどちらかの信号のみを取り出して用いる。
回路を構成するダイオードや高周波トランスを適切に選べば、1W 程度の信号を注入して動作させることができる。スーパーヘテロダイン受信機で使用する場合、妨害波の影響を受けにくくするために、受信信号 {\displaystyle f_{1}\,\!} に対し局部発振器からの信号 {\displaystyle f_{2}\,\!} を強力に注入する必要がある。このように強力な局部発信信号で動作させると、局部発振器からの信号が漏れたり、スプリアスが強力に漏れたりするので、シールド処理をしっかり施す必要がある。
ダイオード ダブル・バランスド・ミキサ は、シールドされた 1 つのモジュール（部品）としても市販されているので、手軽に利用することができる。最近では、このようなモジュールのほとんどではショットキー・バリア・ダイオードが用いられている。ショットキー・バリア・ダイオードは順方向電圧が低く、低ノイズであるという特徴がある。
ダイオード ダブル・バランスド・ミキサ は、測定器など高性能な混合器が必要とされる場合に、特によく用いられる。
変調回路として用いる場合、{\displaystyle f_{1}\,\!} に搬送波を、{\displaystyle f_{2}\,\!} に低周波信号を入力すると、振幅変調の一つである抑圧搬送波両側波帯（DSB-SC）が出力される。抑圧搬送波単側波帯（SSB-SC）を得るには、ダイオード ダブル・バランスド・ミキサ の出力にクリスタル・フィルタ等の急峻な特性を持つフィルタで、片方の側波帯を阻止し、もう片方の側波帯を通過させる。
高周波回路では各信号の入力の一方を接地する場合が多く、高周波トランスはバランと呼ばれることがある。

##### 集積回路による ダブル・バランスド・ミキサ

集積回路で実装したギルバートセル型DBM

ダイオードと高周波トランスとで構成されたダブル・バランスド・ミキサ以外に、集積回路でダブル・バランスド・ミキサを実装した素子もある。アナログ乗算器（差動増幅回路）で構成されたギルバートセル型のものが、集積回路上でダブル・バランスド・ミキサを実装する場合に多く用いられる。シングル・バランスド・ミキサよりもさらにアイソレーションが改善され、集積回路上のレイアウト（素子の配置・配線）を注意することにより 40dB～60dB の分離が可能である。ギルバートセル型以外にも、電位差測定型ミキサや、抵抗とCMOSスイッチによる受動型ミキサなどのダブル・バランスド・ミキサを集積回路で実装することができる。

### ダイオード・ミキサ

ダイオード・ミキサ

ダイオードを1個使用して混合器を構成することもできる。
このミキサは、高周波トランス（バラン）がないため、広帯域で周波数のあばれが少ないが、RFポートとLOポートのアイソレーションが悪いので、内部機器ではほとんど使われない。

### アナログスイッチを用いたミキサ
アナログスイッチIC（4066等）を用い、局部発振回路の発振周波数（f2[Hz]）の信号をスイッチを制御する入力に入れ、スイッチされる入出力端子にRF信号（f1[Hz]）を通すことで、混合された信号（f1±f2[Hz]）を出力する。

## 参照
1. ↑  黒田忠広監訳「RFマイクロエレクトロニクス」 p.201 丸善 2002 ISBN 4-621-07005-3
2. ↑  堀桂太郎著「アナログ電子回路の基礎」p.117 東京電機大学出版局 2003 ISBN 4-501-32290-X
3. 1 2  黒田忠広監訳「RFマイクロエレクトロニクス」 p.205 丸善 2002 ISBN 4-621-07005-3
4. ↑  Renesus ショットキーバリアダイオード
5. 1 2 3 4  高周波回路教室 パッシブ・ミキサ
6. ↑  ＤＢＭの動作原理を知る
7. ↑  無線工学の基礎 リング変調回路の構成
8. ↑  電子情報通信学会編 「通信方式」p.87 コロナ社 1985 ISBN 4-339-00032-9
9. ↑  Ｒ＆Ｋ社 ＤＢＭ
10. ↑  Mini-Circuits DBM ADE-1を使った汎用DBMの製作
11. ↑  TDK DBM CB3034Mを使った汎用DBMの製作
12. ↑  DOUBLE BALANCED MIXERS AND BALUNS
13. ↑  OnSemi MC1496 Datasheet
14. ↑  US Patent 6,275,688
15. ↑  Canadian Patent CA 2323023
16. ↑  Thomas H.Lee "The Design of CMOS Radio-Frequency Integrated Circuit" Second Edition p.420, Cambridge University Press, 2004, ISBN 978-0-521-83539-8
17. ↑  英: potentiometric mixer
18. ↑  トーマス・H・リー著、「The Design of CMOS Radio-Frequency Integrated Circuit」、第二版、p.427、ケンブリッジ大学出版局、2004年、ISBN 978-0-521-83539-8
19. ↑  トーマス・H・リー著、「The Design of CMOS Radio-Frequency Integrated Circuit」、第二版、p.429、ケンブリッジ大学出版局、2004年、ISBN 978-0-521-83539-8
20. ↑  森栄二著「マイクロウェーブ技術入門講座 基礎編」p.387 CQ出版 2003 ISBN 4-7898-3040-3
21. ↑  JH2CLVによる作例 https://www5a.biglobe.ne.jp/~jh2clv/dbm3making.htm